# Giovanni Battista Dho
Giovanni Battista Dho (Frabosa Soprana, 16 settembre 1870 – Roma, 12 aprile 1941) è stato un militare e politico italiano.

## Biografia
Ammesso in accademia nel 1888 è sottotenente (1891) e tenente (1895) nel 7º reggimento bersaglieri. Assegnato nel 1896 al 3º parte per la campagna d'Africa in Libia ed Eritrea. In Africa rimane come combattente ed in seguito con incarichi militari fino al 1907. Rientrato in Italia con l'intero reggimento vi torna nel 1911 per la guerra italo-turca, destinato alle zone della Tripolitania e della Cirenaica. Nel 1914 è promosso maggiore per meriti sul campo, destinato al comando del 17º battaglione fanteria indigena e in seguito del 9º battaglione bersaglieri.
Torna definitivamente in Italia nel 1917; promosso colonnello è prima assegnato al Ministero della guerra, in seguito al comando del reggimento deposito bersaglieri di Ancona, dove rimane fino al 6 aprile 1918. Nella parte finale del primo conflitto mondiale, dal 1º giugno 1918 fino all'amistizio di Villa Giusti, ha comandato con il grado di colonnello brigadiere la VI Brigata bersaglieri.
Promosso brigadier generale dopo la guerra viene nominato comandante della 1ª brigata bersaglieri, dove nel 1923 è promosso generale di brigata. In tale grado, cessato dal comando, viene nominato ispettore del corpo. Promosso generale di divisione è nominato comandante generale delle divisioni territoriali militari di Brescia e Bologna e della 2ª divisione celere di Bologna. Collocato a riposo per raggiunti limiti di età nel 1938 col grado di generale di corpo d'armata.
Nel corso della carriera è stato membro della Commissione centrale per il tiro a segno nazionale e l'educazione fisica a scopo militare, e per cinque anni ispettore della Gioventù italiana del littorio.